# Valdetorres de Jarama
Valdetorres de Jarama es un municipio y localidad de España, perteneciente a la Comunidad de Madrid. El término municipal tiene una población de 5026 habitantes (INE 2024).

## Toponimia
Tradicionalmente el origen del topónimo Valdetorres se atribuye a su situación en un valle que estaría dominado por las atalayas construidas entre los siglos IX-X por los musulmanes para vigilar el avance de los reinos cristianos en una zona estratégica que protegía de incursiones a la ciudad de Toledo. La atalaya de El Vellón se divisa claramente desde la localidad.
Otras teorías sostienen que el origen del nombre de la localidad estaría en las turres, pequeñas torres de vigilancia, con las que es posible que contaran las explotaciones agrícolas que existirían en las zonas aledañas al río Jarama a partir del Bajo Imperio romano.

## Geografía
La extensión del municipio es de 33,5 km² y posee una densidad de población de 119 hab./km². Se encuentra a 32 km de Alcalá y a 39 km de Madrid. El tipo de hábitats de este espacio natural protegido por la Unión Europea es en mosaico, lo que favorece a las especies de aves como la avutarda común, el cernícalo, sisón, aguilucho pálido y aguilucho cenizo, y al pastoreo, por la calidad y cantidad de pasto que produce propio de los cultivos de secano. Esta zona de interés comunitario se denomina de estepas cerealistas del río Jarama. 

## Historia

### Primeros asentamientos
La ocupación humana en la localidad se remonta a la Primera Edad del Hierro observándose cierta continuidad en el poblamiento durante la Segunda Edad del Hierro, con asentamientos carpetanos y hasta la ocupación romana.
El surgimiento de estos núcleos de población se vio favorecido por la configuración del río Jarama a su paso por la localidad, ya que cuenta con amplias zonas de vega próximas al curso fluvial, así como numerosos arroyos.

### Época romana
La conocida como villa romana de Valdetorres de Jarama es el principal vestigio de esta época en la localidad. A pesar de esta denominación, los últimos estudios coinciden en identificar el edificio con una “mansio” o albergue donde los viajeros que recorrían las calzadas romanas encontraban alojamiento. 
La situación del edificio corrobora esta versión ya que algunos autores sostienen la existencia de una vía secundaria que desde Complutum (Alcalá de Henares) y pasando por Daganzo y Valdetorres se dirigiría a Somosierra. En la localidad existe un camino que hoy en día se sigue denominando camino de Alcalá. Por otro lado, también hay autores que sostienen la existencia de una vía que transcurría paralela al río Jarama y que podría confluir con la que llegaba de Complutum, en un lugar próximo al que se encontraba la villa romana de Valdetorres de Jarama. Junto a esta vía existían diversas villas que en algunos casos tuvieron cierta continuidad durante el periodo visigodo y medieval.
El descubrimiento del edificio tuvo lugar en el año 1977 durante la realización de unas obras en el Camino de Madrid que dejaron al descubierto una escultura representando un tritón. La campaña de excavación que se llevó a cabo de 1978 a 1982 dejó al descubierto la estructura del edificio que presenta una característica planta octogonal. Distribuidos en distintas estancias se encontraron unos 125 fragmentos de diversas esculturas de las que han podido identificarse iconográficamente aquellas de más tamaño y mejor conservadas, entre las que se encuentra el citado tritón, un grifo y un sátiro. Junto a las piezas escultóricas aparecieron también fragmentos de marfiles tallados, que tras su estudio pusieron de manifiesto su origen en Egipto pudiendo ser fechados en torno a finales del siglo IV d. C. o primera mitad del siglo V. Estos elementos, junto con los distintos fragmentos de cerámica presentes en el edificio, fijan la cronología del mismo aproximadamente en la época del emperador Constancio (337-361 d. C.), estando en uso al parecer durante un siglo, aunque existen evidencias de su reutilización con otras funciones en época visigoda y posterior.

### Alta Edad Media
Los distintos registros arqueológicos estudiados hasta el momento muestran que las villas romanas que se situaban en la primera terraza del río Jarama, y que se encontrarían unidas por el denominado Camino de Madrid, experimentaron cierta continuidad de ocupación durante el periodo visigodo y alto medieval.
En la denominada villa romana existen indicios que permiten establecer un cambio de su primigenia función de hospedaje ya que aparecieron restos de un horno junto con numerosos fragmentos de vidrio lo que hace pensar en un uso industrial a pequeña escala. Es posible que en esta época las diversas esculturas que existían en el edificio se trasladaran y acumularan en las estancias donde se produjo su hallazgo. Este cambio en la utilización del edificio coincide también con el expolio de materiales de los muros, reutilizados en construcciones cercanas y en los enterramientos de una mujer y un niño.
Si bien existen diversos materiales en la zona pertenecientes a época medieval, dada la inestabilidad del periodo tras la ocupación musulmana de la península, es complicado aventurarse a asegurar la existencia de un poblamiento permanente.
Las vías de comunicación de época romana continuaron utilizándose en muchos casos en época árabe y concretamente existen testimonios de que el camino que unía Talamanca con Alcalá de Henares (el actual camino de Alcalá) continuó utilizándose en esa época ya que ambos núcleos de población continuaron siendo centros de referencia durante la ocupación musulmana. Es posible que el uso de este camino permitiera la permanencia de algunos asentamientos en el término de Valdetorres, dada su cercanía a Talamanca. En todo caso sufrirían la destrucción que provocaban las diversas incursiones de los cristianos registradas hasta el momento de la consolidación de la línea de la frontera en Toledo.
Durante este periodo la única población de importancia de la zona sería Talamanca que se constituye ya en cabecera del resto de núcleos de población de la zona. 

### Baja Edad Media

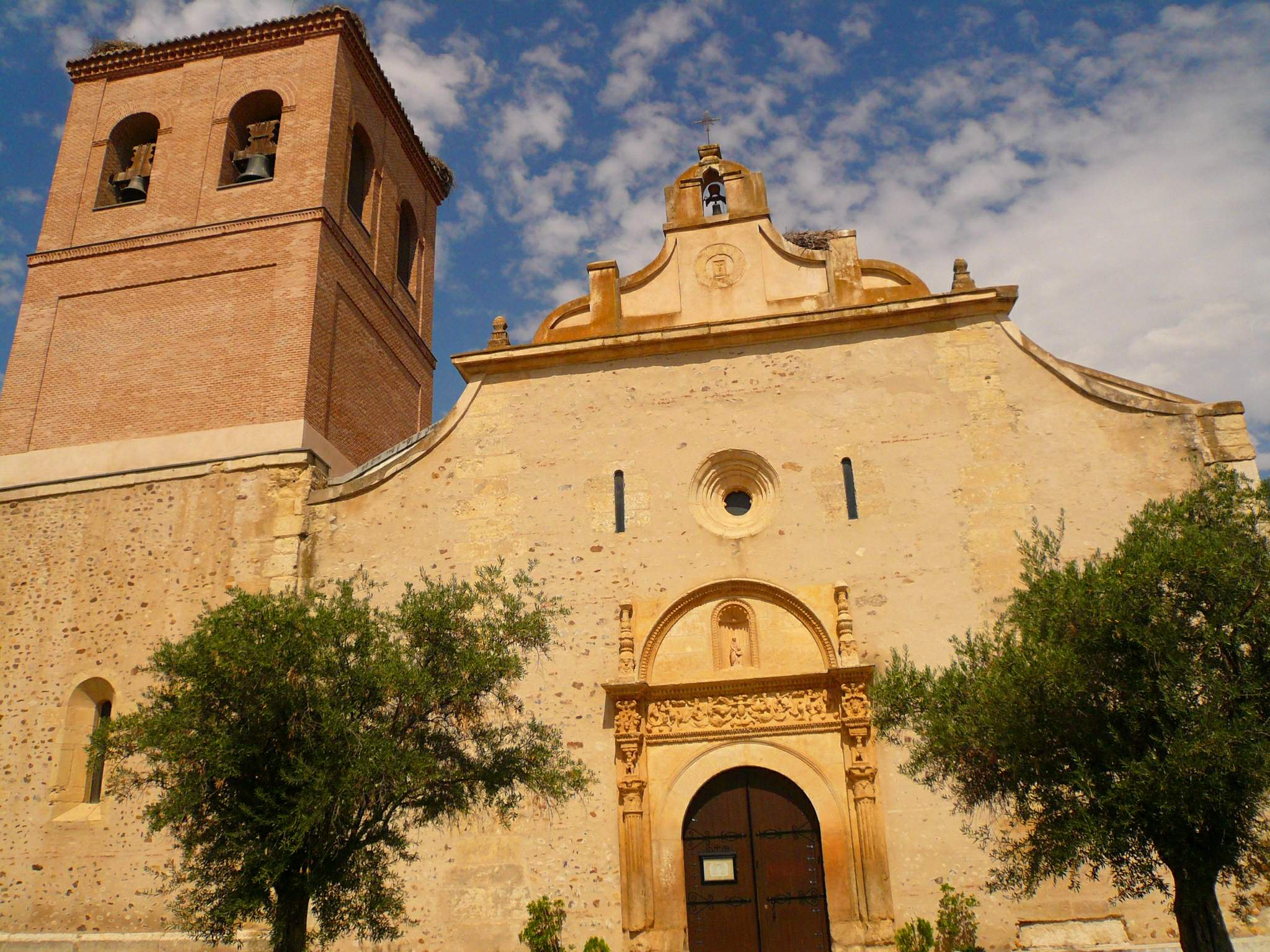
Iglesia parroquial de la Natividad de Nuestra Señora

Probablemente en un momento indeterminado tras la conquista de la ciudad de Toledo en 1085 y la posterior consolidación de la frontera, se produciría la fundación de la localidad de Valdetorres de Jarama en su emplazamiento actual. En las relaciones de Felipe II se dice que “el pueblo ha ido en crecimiento por ser de los más nuevos de esta tierra porque así lo oyeron decir a sus antepasados”.
Si en las anteriores épocas históricas los asentamientos se establecían en las cercanías del río Jarama, en su primera terraza, la ubicación actual se traslada a una zona más elevada en la segunda terraza formada por el dicho curso fluvial.
La zona en la que actualmente se encuentra el campo de fútbol constituye un buen emplazamiento ya que se halla en un cerro natural bordeado por el arroyo Valtorón y por tanto, con suministro de agua.
En estos momentos se configuraría la comunidad de villa y tierra de Talamanca, de la que forma parte Valdetorres de Jarama, manteniendo la anterior organización territorial musulmana.
El 21 de julio de 1214 Alfonso VIII restituye al Arzobispado de Toledo, del que era cabeza en esta época Rodrigo Jiménez de Rada, la jurisdicción de algunas aldeas alcalaínas que veinticuatro años antes había cedido a su vez al Concejo de Segovia. A cambio de esa cesión recupera Talamanca y su alfoz para el poder real. Su sucesor Enrique I, el 5 de noviembre de 1214 vuelve a conceder Talamanca al arzobispo toledano Rodrigo Jiménez de Rada, confirmado por Fernando III el 4 de julio de 1218. En este documento aparece citado Valdetorres como Valdeturres junto con localidades como Loeches, Tielmes, Olmeda o Valdilecha por lo que no es seguro, debido a la distinta situación geográfica, que se trate de la misma localidad.
En 1223 el arzobispo Jiménez de Rada otorga dos Cartas Puebla, una de las cuales se dirige a la villa y aldeas del alfoz de Talamanca, favoreciendo de esta manera el desarrollo de la zona y la continuidad de la repoblación. Talamanca quedaría establecida como cabeza del común de villa y tierra constituyéndose en residencia de miembros de familias como los Mendoza, Acuña o Avendaño, dirigiendo desde la población el alfoz y las aldeas que lo componían, en un modelo característico en varias localidades castellanas.
Las noticias directas sobre Valdetorres en esta época son escasas pero por lo registrado en documentos posteriores es posible que a finales de la Baja Edad Media se produjera la adquisición de la heredad de Silillos por parte de la familia Mendoza. Esta próspera propiedad había pertenecido anteriormente al Arzobispado de Toledo.  
En paralelo a la constitución de la comunidad de villa y tierra de Talamanca, se organiza también una primitiva mesta que se dota de unas ordenanzas para el manejo de los ganados en una fecha tan temprana como 1262.   Las reuniones periódicas de los procuradores nombrados por cada cuarto en los que se dividían las once poblaciones del común, se celebraban en la ermita de Nuestra Señora del Retamar o de la Virgen del Campo, situada en una zona muy próxima al emplazamiento de la villa romana.

### Siglo XVI
Los datos recogidos en el censo de pecheros mandado elaborar por Carlos V presentan los pueblos de la tierra de Talamanca, entre ellos Valdetorres de Jarama, como una zona próspera, diciendo de ellos:
Dada la fertilidad de la tierra, por la que no pagan renta alguna pues es propiedad del que la cultiva o está tomada gratuitamente de los propios municipales de cuyos fondos muchos pueblos pagan los pechos. Tienen buenos pastizales en los que no se paga herbaje. Puede decirse que la población en su conjunto es rica dentro de la clase campesina.
Otros documentos de la época corroboran esta situación, sobre todo en la parte de la economía que giraba alrededor del río Jarama puesto que en su ribera existían tres molinos y un batán, huertas propias de los vecinos de la localidad, cañamares y plantaciones de frutales propiedad del concejo de la villa. 
Esta situación de prosperidad, que permite la mejora de las condiciones de vida ocasiona que los vecinos más acomodados ocupen los distintos cargos del concejo de la villa, existe también una necesidad de una mayor autonomía para gestionar las tierras del municipio sin dependencia de Talamanca; que se pone de manifiesto en distintas compras de tierras en el paraje de Marjomar.   Estos factores unidos a la política financiera de los Austrias constituyen el inicio del proceso por el que Valdetorres accederá a la condición de villa, concedida por Felipe II, al igual que hicieron en esta misma época el resto de localidades que formaban parte del común de villa y tierra de Talamanca.
El 11 de agosto de 1563 el lugar de Valdetorres dirige un memorial a Gómez Tello Girón, gobernador eclesiástico, exponiendo los agravios que les infligía la justicia de Talamanca y solicitando eximirse de la misma para pasar a jurisdicción real. La petición es concedida. Entre el 2 de septiembre y el 21 de noviembre se fija en 7.000 maravedíes lo que habría que pagar cada vecino al rey para constituirse en villa; siendo la población de doscientos tres vecinos la cantidad total que tiene que asumir la localidad es de 1 421 000 maravedíes.
En el año 1579 la villa es vendida por Felipe II a su contador mayor, Francisco de Garnica. Unos años antes, en 1573, había adquirido el heredamiento de Silillos a Luisa de Luzón, viuda de Juan de Hurtado de Mendoza, por 24 000 ducados. En Valdetorres, la familia Garnica ostentará un dominio jurisdiccional que se pone de manifiesto sobre todo en la potestad de proponer candidatos por los cargos municipales y en ejercer la primera instancia de apelación judicial.  
En Silillos en cambio, actuaran como propietarios, ejerciendo su autoridad a través de un administrador. Esta propiedad se convierte en una próspera explotación ya que cuenta con importantes extensiones de olivos, viñas, frutales, una alameda y un molino de trigo y otro de papel; además de la casa principal donde se almacenaban los productos del campo y la ermita denominada de la Soledad en las relaciones de Felipe II y de la Salud en algunos documentos del siglo XVIII.
Durante este siglo se emprende la construcción de la iglesia de la Natividad de Nuestra Señora y del hoy desaparecido “palacio” construido por Francisco de Garnica, que durante muchos años hizo funciones de cuartel de la Guardia Civil.
A finales del siglo XVI se registra el traslado de algunos vecinos de la localidad a la Alpujarra almeriense para repoblar las zonas de las que se había desalojado a los moriscos después de su levantamiento.

### Siglos XVII al XIX
En el siglo XVII se aprecia cierta decadencia de las buenas condiciones económicas que parecían existir en el siglo anterior. La localidad tiene que sostener dos largos pleitos con los monjes de la Cartuja del Paular, por los derechos de explotación de madera y pesca en el río Jarama y con el Monasterio de la Vid (Burgos) sobre el censo que poseían sus monjes sobre el paraje sito en Valdetorres y denominado Soto de la Torre del Rey.
En 1639 se registra la aparición de la imagen del Cristo de los Ultrajes en el río Jarama, actual patrón de la localidad, al que ya en 1643 se le organizan varios actos en sus fiestas. Al igual que en muchas localidades de la península, las constantes demandas de impuestos por parte de la monarquía y algunos años de malas cosechas, terminan pasando factura a la prosperidad de la localidad.  
De esta forma y ya en el siglo XVIII, en las respuestas al Catastro de Ensenada y a las relaciones de Lorenzana se deja constancia de la mala calidad de los campos y cultivos, de la dejación de los lugareños que permitían que los ganados se comieran los plantíos de olivos nuevos y del mal estado del arroyo Valtorón a su paso por la localidad, en el que los vecinos arrojaban sus desperdicios y que se convertía en un importante foco de propagación de enfermedades. 
En 1719 Felipe V encarga el establecimiento de una fábrica de fusiles en Silillos, en esta época perteneciente a la familia Granada de Ega, descendientes de Francisco de Garnica. La dirección de las obras se encomendó a José de Churriguera y se aprovecharon las instalaciones hidráulicas ya existentes de los molinos de la heredad. En todo caso esta fábrica no prosperó y en 1770 ya no estaba en funcionamiento debido al parecer a la insalubridad del lugar y a las dificultades en el transporte de la producción.
Durante la Guerra de la Independencia se produjeron varias acciones militares en la zona, en muchas de las cuales estuvieron implicados distintos miembros de la partida del Empecinado como José Mondedeu o Saturnino Abuín el Manco, sufriendo en 1811 la localidad, el saqueo de los granos que se encontraban en el pósito municipal.
A mediados del siglo XIX, la villa tenía contabilizada una población de 865 habitantes. Aparece descrita en el decimoquinto volumen del Diccionario geográfico-estadístico-histórico de España y sus posesiones de Ultramar de Pascual Madoz de la siguiente manera:

VALDETORRES DE JARAMA: v. con ayunt. de la prov. y aud. terr. de Madrid (6 leg.), part. jud. dé Alcalá de Henares (4), c. g. de Castilla la Nueva, dióc. de Toledo (18). sit. en una lianura, sobre la vega del Jarama; la combaten con mas frecuencia los vientos N. y S.; el clima es en algun tanto templado, y se padecen por lo comun calenturas intermitentes. Tiene 150 casas de mediana construccion, distribuidas en 10 calles y una plaza; casa de ayunt., cárcel, un palacio ruinoso perteneciente al señor duque de Granada; escuela de primeras letras para niños dotada con 2,750 rs.; otra de niñas, cuya dotacion es convencional con los padres de sus discípulas, y una igl. parr. (la Natividad de Ntra. Sra.) con curato de primer ascenso y de provision ordinaria; en los afueras se encuentran 2 ermitas, Nuestra Señora de la Soledad y Ntra. Sra. de la Salud; y en esta última el cementerio en punto saludable. Confina el térm.: N. Talamanca; E. Casar de Talamanca y Campo Albillo; S. Fuente el Sanz, y O. El Molar; se estiende 3/4 leg. de N. á S. y 1/2 de E. á O., y comprende 2 desp. llamados Marjomas y la Vid del Abad, y un cas., propiedad del duque de Granada, titulado Silillos, en el que hay una hermosa alameda, algunas huertas con árboles frutales, una noria y la citada ermita de la Soledad; le cruza el citado r. Jarama, de cuyas aguas se utilizan los vec. para sus usos, y 2 arroyos nombrados Galga y Voltoron, este último atraviesa el pueblo dividiéndole en 2 barrios. El terreno es de mediana calidad. caminos: los que dirigen á los pueblos limítrofes, en regular estado. El correo se recibe en Torrelaguna por el alguacil. prod.: trigo, cebada, centeno, algo de vino, frutas y hortaliza; mantiene ganado lanar, vacuno y de cerda; cria caza de liebres, conejos y perdices, y pesca de barbos, truchas y anguilas. pobl.: 145 vec., 865 alm. cap. prod.: 6.773,810 reales. imp.: 314,640. contr.: 9'65 por 100.
(Madoz, 1849, p. 296)

A finales del siglo XIX se produce la desaparición de lo que había sido el lugar de Campoalbillo, situado entre las localidades de Valdetorres y Talamanca. Los vecinos en diversas reuniones deciden en un primer momento adscribirse a Talamanca, para posteriormente terminar por abandonar sus viviendas y trasladarse a las localidades vecinas.

### Siglos XX y XXI

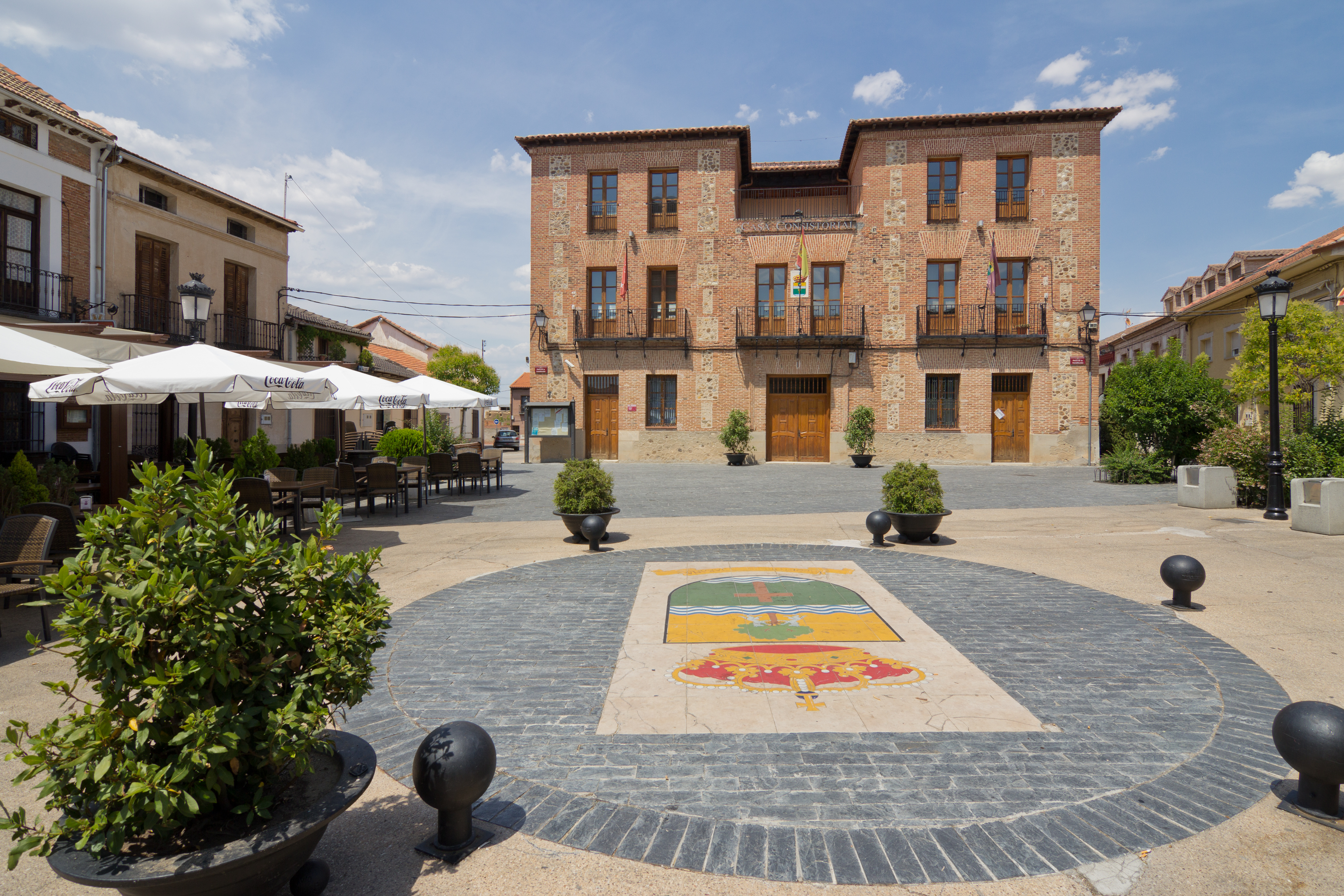
Plaza y ayuntamiento en Valdetorres de Jarama

Durante el primer tercio del siglo XX la localidad cuenta con una población de unos 1000 habitantes, que se mantendrá prácticamente invariable hasta los años finales del siglo XX, con la construcción de nuevos núcleos de población y la llegada de nuevos vecinos. La ocupación mayoritaria de los habitantes en estos primeros años de siglo es la agricultura, teniendo también importancia el cultivo de las viñas de las que muchos vecinos eran propietarios y que terminaron por ser arrancadas con la propagación de la filoxera a finales del siglo XIX. Contaba también la villa desde el último tercio del siglo XIX, con escuela de niños y niñas.
Hasta la reforma de la nomenclatura municipal de 1916 el municipio se llamaba simplemente Valdetorres. En dicha fecha su nombre fue modificado por el de Valdetorres de Jarama. Durante la Guerra Civil (1936-1939), en la vecina Talamanca se ubicó uno de los aeródromos más importantes de las Fuerzas Aéreas de la República. La zona sin embargo, quedó al margen de los grandes enfrentamientos en Madrid o el frente de Somosierra. Al inicio de la contienda se produjeron algunos saqueos en la iglesia de la localidad.
A partir de los años 1960 comienzan a mecanizarse las labores agrícolas, y se realizan mejoras en la localidad como el alcantarillado, asfaltado de calles etc. En la actualidad, Valdetorres de Jarama ha experimentado un importante crecimiento ya que debido a su cercanía a Madrid, ha sido elegido como lugar de residencia por nuevos vecinos.

## Demografía
Cuenta con una población de 5026 habitantes (INE 2024).
| Gráfica de evolución demográfica de Valdetorres de Jarama entre 1842 y 2021 |
| |
| Población de derecho según los censos de población del INE. Población de hecho según los censos de población del INE.En estos Censos se denominaba Valdetorres: 1842, 1857, 1860, 1877, 1887, 1897, 1900 y 1910. |

## Costumbres y fiestas
El modo de vida en Valdetorres de Jarama, así como en la mayoría de los pueblos del curso medio del Jarama y el Henares, estaba marcado por el predominio de la agricultura y la ganadería, principalmente ovina, por esta razón, fiestas y tradiciones estaban íntimamente ligadas al predominio de estas actividades, sobre todo al desarrollo del calendario agrícola. 

### Labores agrícolas
Los primeros tractores rudimentarios llegaron bien entrado el siglo XX y no para todos, la mayoría araba con yuntas, ya fuera de bueyes o mulas, lo que implicaba condiciones ahora impensables. La siega del cereal empezaba con la llegada de las cuadrillas de segadores contratados de un año para otro. Si la vida del labrador era dura esto era aún más patente en el caso de estos jornaleros que venían de los lugares más dispersos, y entre los que abundaban los gallegos. Había quien se traía a sus mujeres, incluso los hijos si tenían una edad en la que pudieran ayudar, ocho o nueve años. 
El que los contrataba estaba obligado a darles alojamiento y comida. Con la salida del sol se ponían en marcha los hombres con las hoces segando, y las mujeres atando las gavillas, que luego se cargaban en los carros que se llevaban a las eras, comunales o particulares. Allí empezaba el proceso de la trilla, en el que se pisaba la parva con el trillo del que tiraban una pareja de mulas. En las primeras horas de la mañana se albelaba el grano para separarlo de la paja, era necesario hacerlo a esa hora ya que la brisa que venía de la sierra facilitaba la tarea. Luego había que meter el grano en los serones y subirlo a los graneros que por lo regular estaban en la parte alta de las casas, tradicionalmente en Valdetorres se ha denominado cámaras, a estos desvanes. Una vez finalizadas estas tareas agrícolas, los segadores volvían a sus lugares de origen. 
En la localidad aún se recuerda como una muchacha, miembro de una de estas cuadrillas de segadores, al intentar vadear el Jarama por el lugar conocido como la Tabla del Cristo perdiera pie siendo arrastrada por la corriente, no pudiendo hacer nada por ella.

### Fiestas

#### 14 septiembre – Cristo Crucificado
El término de la siega y ya bien cumplido el mes de agosto, marcaba el momento de empezar a pensar en la celebración de la fiesta de septiembre. Una parte importante de estas celebraciones la constituían las corridas de toros que tenían lugar en la plaza, donde se armaba el ruedo con la aportación de los carros que cada cual quisiera llevar. Se traía música para ambientar los bailes y la procesión con la curiosidad de que a los vecinos que les tocaba en suerte, se tenían que llevar a un músico a su casa, que viviría con ellos como un miembro más de la familia, durante los días de la fiesta. 
El día 14 de septiembre había misa solemne en honor del Santísimo Cristo Crucificado y por la tarde se celebraba la procesión por las calles del pueblo, que hasta épocas relativamente recientes, no estaban asfaltadas.

#### 3 de febrero: San Blas
También se celebraba el día 3 de febrero a San Blas. Al parecer la devoción a este santo en Valdetorres procede del traslado a la iglesia de Valdetorres de las imágenes existentes en la iglesia de Campoalbillo, enclave de población que sus habitantes abandonaron a finales del siglo XIX. En los días anteriores a la fiesta los cazadores habían salido con sus escopetas y traído unos cuantos conejos que junto con bolsas de naranjas y otras de bollos y rosquillas se colgaban del ramo, tronco de árbol no muy grande, subastándose entre los vecinos después de la misa.

#### 3 de mayo – Cristo de los Ultrajes
Pero si hay una fiesta que define a Valdetorres es la del Santísimo Cristo de los Ultrajes. Alrededor de esta celebración se reúnen todos los valdetorreños, que siguen participando en los actos de la fiesta a esta imagen del patrón de Valdetorres. 
Según se cuenta en el relato de la aparición del Cristo que se lee durante su fiesta, la imagen fue encontrada en 1639, por unos pescadores, de las familias de los Iglesias y Portales, mientras pescaban en el río Jarama. Una raíz se les enganchó en las redes y por tres veces volvieron a arrojarla al agua, volviendo de nuevo a engancharse. Observando la raíz con más atención se dieron cuenta de que se trataba de la imagen de un Cristo. A partir de este hecho y solamente tres años después, ya se registra la celebración de una fiesta al Cristo de los Ultrajes en la que aparecen muchos de los elementos que se siguen manteniendo hoy en día, como la celebración de una misa adornada con música, la participación de los mayordomos en los gastos y en la organización de la fiesta o la procesión. 
Entroncando con esta fiesta y sirviendo de antesala a los actos religiosos, se celebra la ronda de los mayos, también presente en otros pueblos de esta comunidad aunque cada una con sus particularidades. En Valdetorres, en la noche del 30 de abril, los quintos de ese año, en tiempos los mozos que iban a ir al servicio militar y que cumplían dieciocho años, salían con guitarras y bandurrias a cantar por las casas de las jóvenes del pueblo, con la peculiaridad de que rondaban a todas las solteras, desde las más pequeñas hasta que se casaban. Ya no existe el servicio militar obligatorio pero los jóvenes que ese año cumplan la mayoría de edad siguen con la tradición. 
Además del canto de los mayos, un elemento importante de la celebración es la colocación del mayo. Los quintos se dirigen al río y de entre los árboles de la ribera talan el que consideran idóneo y lo suben al pueblo para plantarlo adornado con banderas, alguno intentará subir hasta arriba, sin éxito la mayoría de las veces.
Las celebraciones encuadradas en el inicio del mes de mayo tienen un origen muy antiguo, que algunos autores remontan a cultos fenicios y griegos, que se mantuvieron en las poblaciones prerromanas y que a su vez continuaron los propios romanos. Parte del espíritu que animaba estas celebraciones estaría relacionado con el inicio del buen tiempo, el desarrollo de las cosechas, y para los jóvenes que participan en ellas podría entenderse como una especie de rito iniciático.
El día 2 de mayo se celebran las vísperas solemnes en la iglesia y a continuación el prioste de ese año invita a todo el pueblo a un refresco amenizado con música popular en el que confraternizan tanto los residentes habituales como los ausente que durante esos días procuran volver a encontrarse con familiares y vecinos. Ese mismo día, por la noche, se canta en la iglesia el miserere, acompañado de música de calidad, interpretada por profesionales del canto contratados para el evento y que volverán a cantar en la misa solemne del día 3 de mayo.
Este es el día mayor de la fiesta y la ceremonia se realza con la presencia de músicos y de varios celebrantes. Este día también se hace público el nombre del piostre para el siguiente año.
El día 3 de mayo, por la tarde se saca en procesión la imagen del Santísimo Cristo de los Ultrajes por las calles del pueblo, es un momento muy esperado por todos, pero sobre todo por las familias que han tenido la fortuna del nacimiento de un niño, porque todos los nacidos durante el año son subidos por sus familiares a las andas del Cristo como presentación a éste de los nuevos valdetorreños.
Existían en tiempos otras festividades religiosas que no han llegado a nuestros días como la que se hacían en honor de la Virgen de la Paz o el realce que daba a las celebraciones de Semana Santa la participación de la desaparecida cofradía de la Veracruz.

### Gastronomía
Además de los asados, recurrentes en toda la zona, en Valdetorres al llegar Semana Santa se elaboran los hornazos. Es como una especie de bizcocho hecho con la masa del pan y harina, azúcar, naranja, limón y los ingredientes que cada cual incorpore, en esto cada uno tiene su receta, que en muchos casos se mantiene en secreto en cada una de las familias. Se rematan con huevos cocidos, lo que les confiere su aspecto característico. También era costumbre que el sábado anterior al domingo de Ramos, grupos de amigos y familias enteras bajaran a comer el hornazo al Soto. Este paraje ya no existe tal y como se conservó hasta hace unos años, pero siempre a orillas del Jarama hay sitios magníficos para este y otros menesteres.
También era muy típico el día de Todos los Santos, el 1 de noviembre que se reunieran grupos de amigos en alguna casa para hacer y degustar los puches, una especie de gachas hechas con agua, harina, azúcar, anís en grano y adornados con corruscos de pan frito.

## Educación
En Valdetorres de Jarama hay dos guarderías (una pública y una privada) y un colegio público de educación infantil y primaria.